# Meteorus capito
Meteorus capito är en stekelart som beskrevs av De Saeger 1946. Meteorus capito ingår i släktet Meteorus och familjen bracksteklar. Inga underarter finns listade i Catalogue of Life.